# ザネ
ザネ（伊: Zanè）は、イタリア共和国ヴェネト州ヴィチェンツァ県にある、人口約6,600人の基礎自治体（コムーネ）。

## 地理

### 位置・広がり

#### 隣接コムーネ
隣接するコムーネは以下の通り。
- カッレ
- マラーノ・ヴィチェンティーノ
- ピオヴェーネ・ロッケッテ
- サントルソ
- スキーオ
- ティエーネ
- ズリアーノ

### 気候分類・地震分類
気候分類では、zona E, 2488 GGに分類される。
また、イタリアの地震リスク階級 (it) では、zona 2 (sismicità media) に分類される。

## 美食
「鴨のビーゴリ」(it:Bigoli con l'anitra)が10月最初の日曜日に伝統的に食される。